# Ion Mareș
Ion Mareș (n. 10 mai 1957, Poduri, Bacău, România) este un arheolog și istoric român, revoluționar (1989). Cetățean de onoare al comunei natale Poduri, jud. Bacău, și al Municipiului Suceava. Provine dintr-o familie de intelectuali, tatăl, Dumitru Mareș, filolog, profesor de limba română, director coordonator de școală, veteran de război; mama, Georgeta Mareș (n. Grosu), învățătoare emerită. Strănepot al monahului Ioanichie (Luca Mareș), ctitor la Schitul „Sfântul Sava” din Berzunți, jud. Bacău; înrudit cu Episcopul Ioachim Vasluianul (Ioan Mareș); nepot al ofițerului de marină Aurel Grosu, conducător al Rezistenței anticomuniste din Constanța, veteran de război, fost deținut politic.

## Biografie
Studii primare și gimnaziale în satul natal (1964-1972), liceale (1972-1976) în orașul Moinești, superioare (1978-1982) la Universitatea „Alexandru Ioan Cuza” din Iași, Facultatea de Istorie și Filozofie; profesor de istorie la Școala cu clasele I-X din Zamostea (1982-1987) și la Școala cu clasele I-X din Bosanci (1987-1990); profesor definitiv (1985), gradul II (1988); director coordonator la Școala din Bosanci (1990); muzeograf / arheolog la Muzeul Național al Bucovinei (1990-2024); director (1997-2001), director general (2001-2002), director general adjunct (2008-2024) la Muzeul Național al Bucovinei din Suceava; cercetător la Arhiepiscopia Sucevei și Rădăuților (2022 - prezent), Sectorul Monumente, Patrimoniu și Pictură Bisericească. În perioada 1994-2000 și-a continuat specializarea în arheologie prin finalizarea studiilor de doctorat la Facultatea de Istorie și Filozofie a Universității „Alexandru Ioan Cuza” din Iași, susținând în anul 2000 teza cu titlul Metalurgia aramei în eneoliticul României (îndrumător, acad. Mircea Petrescu-Dâmbovița), obținând calificativul foarte bine și distincția CUM LAUDE.
La Muzeul Național al Bucovinei a coordonat, ca director, activitatea Laboratorului Zonal de Restaurare și Conservare (1997-2002), a Secției de Conservare a patrimoniului național mobil (1997-2002), a Secției Memoriale (biblioteca muzeului, fondurile memorial-documentare Leca Morariu, „Petru Comarnescu”, „Ioan Vicoveanu”,  „Ion Negură”, „Erast Tarangul”, „Ion Luca”, „Vasile Neamțu” ș.a., casele memoriale Ciprian Porumbescu, Muzeul Memorial Ciprian Porumbescu, Simion Florea Marian, Nicolae Labiș și Eusebiu Camilar, perioada 1997-2002, 2008-2024), a Observatorului Astronomic (1997-2001), a Muzeului de Științele Naturii și a Secției de Arheologie (1997-2002, 2008-2013).
Suplimentar activității de la muzeu, în anul școlar 1996/1997 a ocupat catedra de istorie de la Liceul „Ștefan cel Mare” din Suceava, iar din 1997 până în 2001 a ținut seminarii de Istoria Veche a Românilor la Facultatea de Istorie și Geografie a Universității „Ștefan cel Mare” din Suceava.
A întreprins numeroase cercetări arheologice (peste 70 de campanii) privind eneoliticul, epoca bronzului, epoca fierului și perioada feudală în siturile de la Sfântul Ilie - Siliște , 1991, Siret - Dealul Ruina (1992, 1994, 1995, 1998, 2000-2005), Românești - Chetriș  (1993, 1994, 2005), Suceava - Zamca  (1996, 1997), Dorohoi - Biserica Sfântul Nicolae  (1997), Suceava / Ițcani - Ferma 2  (1997, 1998), Suceava - Strada Ion Creangă  (1996), Suceava - Strada Parcului  (2008), Fetești - La Schit  (1999, 2000-2007), Adâncata - Imaș, (1999-2005), Suceava - Biserica Sfântul Nicolae  (2010), Suceava - Parcări (2011), Adâncata - Dealul Lipovanului (2013, 2014), Suceava - Biserica Sfântul Simion / Turnu Roșu , Suceava - Sediul Arhiepiscopiei Sucevei și Rădăuților (2015, 2022-2025), Mănăstirea Răchitoasa , jud. Bacău (2014), Sfântu Ilie - Biserica Sfântul Ilie  (2019-2022), Volovăț - Biserica Înălțarea Sfintei Cruci (2020), Pătrăuți - Biserica Înălțarea Sfintei Cruci (2020-2022), Mănăstirea Teodoreni (2022), Mănăstirea Humor (2023-2025), rezultatele cercetărilor sale fiind incluse în importante și unice monografii publicate în ultimele decenii.
A susținut peste o sută de comunicări la sesiuni științifice naționale și internaționale, a organizat numeroase expoziții naționale și a colaborat la câteva mari expoziții internaționale, de importanță deosebită: Unbekanntes Europa - Schatze aus der Bukowina / Europa necunoscută - Comori din Bucovina, la Castelul din Höchstädt, Landul Schwaben, Germania (2007); Cultura Cucuteni - artă și religie, la Muzeul Gornoslakie din Bytom, Voievodatul Silezia, Polonia (2008-2009); Cultura Cucuteni - artă și religie la Panstwowe Muzeum Archeologiczne / Muzeul de Stat de Arheologie din Varșovia (2009-2010); Steinzeitkunst - Frühe Kulturen aus Rumänien, la Historisches Museum Olten, Elveția (2008); Cultura Cucuteni, la Vatican, Palazzo della Cancelaria, Roma (2008).
Este redactor șef al publicației Suceava. Anuarul Muzeului Bucovinei, expert atestat în arheologie, muzeologie, protecția patrimoniului - bunuri arheologice și istorico-documentare: arheologie preistorică și antică, cercetări arheologice privind eneoliticul, epoca bronzului, epoca fierului, perioada feudală; managementul proiectelor și programelor culturale.

## Premii
- Laureat al Academiei Române cu premiul „Vasile Pârvan” pentru lucrarea: Siret - „Dealul Ruina”. Așezarea fortificată din epoca timpurie a fierului, 2021;
- „Medalia omagială și comemorativă a Bucovinei” ca semn al prețuirii și binecuvântării Noastre pentru râvna arătată față de Biserică, pentru dăruirea jertfelnică și pentru sprijinirea lucrărilor desfășurate în contextul „Anului omagial al Patriarhiei Române”, al „Anului comemorativ al duhovnicilor și mărturisitorilor ortodocși români din secolul al XX-lea” și al Canonizării celor 16 cuvioși și preoți mărturisitori din secolul al XX-lea, 2025;
- Premiul pentru monografie istorică: Biserica Nașterea Sfântului Ioan Botezătorul din Suceava, acordat de Fundația Culturală a Bucovinei, Suceava, 2015;
- Premiul pentru monografie istorică: Biserica Nașterea Sfântului Ioan Botezătorul din Suceava, acordat de Societatea Scriitorilor Bucovineni, Suceava, 2015;
- Premiul pentru monografie istorică: Biserica Sfântul Nicolae din Suceava, acordat de Fundația Culturală a Bucovinei, Suceava, 2012;
- Premiul pentru monografie istorică: Biserica Sfântul Gheorghe (Mirăuți) acordat de Fundația Culturală a Bucovinei, Suceava, 2010.

## Lucrări publicate
- Metalurgia aramei în neo-eneoliticul României / The metallurgy of copper in the Romanian Neo-Eneolithic, Editura Bucovina Istorică, Suceava, 2002, 502 p., cu ilustrații și hărți; ISBN 973-86046-0-5;
- Biserica „Nașterea Sfântului Ioan Botezătorul” din Suceava / „The Birth of Saint John the Baptist” Church of Suceava, Editura Karl A. Romstorfer, 2014, 178 p., cu fotografii color și facsimile; ISBN 978-606-8698-02-1;
- Cucuteni culture, Editura Accent Print, Suceava, 2006, 50 p., în limba engleză, cu fotografii color; ISBN 973-87695-5-8;
- Europa necunoscută - comori din Bucovina / Unbekanntes Europa - Schätze aus der Bukowina, editor coordonator Ion Mareș, Constantin Emil Ursu, Paraschiva Victoria Batariuc, Mugur Andronic, Violeta Marianciuc, Suzana Cosovan, Laura Ursu, Editura Lidana, Suceava, 2007, 300 p., cu fotografii color și hărți; ISBN 978-973-7679-40-6;
- Cucuteni culture - art and religion / Kultura Cucuteni - sztuka i religia, editor coordonator Ion Mareș, colaboratori: Gheorghe Dumitroaia, Constantin Preoteasa, Lăcrămioara Stratulat, Senica Țurcanu, Maria Diaconescu, Ciprian Lazanu, Silvia Iacobescu, Lăcrămioara Istina, Nicolae Ursulescu, Felix Tencariu, Dumitru Boghian, Sorin Ignătescu, Editura Lidana, Suceava, 2008, 180 p. A4, cu fotografii color; ISBN 978-973-7679-73-4;
- Cucuteni culture - art and religion / Kultura Cucuteni - sztuka i religia, editor coordonator Ion Mareș, colaboratori: Cornelia Magda Lazarovici, Gheorghe Dumitroaia, Constantin Preoteasa, Lăcrămioara Stratulat, Senica Țurcanu, Maria Diaconescu, Ciprian Lazanu, Silvia Iacobescu, Lăcrămioara Istina, Constantin Emil Ursu, Nicolae Ursulescu, Diana Măriuca Vornicu, Felix Tencariu, Dumitru Boghian, Sorin Ignătescu, Editura Accent Print, Suceava, 2009, 180 p. A4, cu fotografii color; ISBN 978-973-1772-27-1;
- Biserica „Sfântul Gheorghe” (Mirăuți) din Suceava - prima catedrală mitropolitană a Moldovei / The „Saint George” (Mirăuți) Church of Suceava - The first metropolitan cathedral of Moldavia, Editura Universității din Suceava, Râmnicu-Vâlcea, 2009, 262 p., cu fotografii color, hărți și facsimile; ISBN 973-666-313-2;
- Biserica „Sfântul Nicolae” din Suceava / The „Saint Nicholas” Church of Suceava, Editura Karl A. Romstorfer, Suceava, 2011, 260 p., cu fotografii color și hărți; ISBN 978-606-92478-3-9;
- Metalurgia aramei în civilizațiile eneolitice Precucuteni și Cucuteni, Editura Universității Ștefan cel Mare Suceava, Editura Karl A. Romstorfer, Suceava 2012, 612 p., cu fotografii, desene, hărți; ISBN 978-973-666-397-0; ISBN 978-606-93329-4-8;
- Florin Hău. Studii de arheologie, editor: Ion Mareș, Muzeul Bucovinei, Editura Karl A. Romstorfer, Suceava, 2014, 300 p., cu fotografii, desene, hărți; ISBN 978-606-8698-00-7;
- Siret-Dealul Ruina. Așezarea fortificată din epoca timpurie a fierului, Editura Karl A. Romstorfer, Editura Istros, Suceava, 2019, 460 p., cu fotografii, desene, hărți; ISBN 978-606-8698-37-3; ISBN 978-606-654-373-6;
- Complexul de cult „Zeițele de la Adâncata” - cultura Cucuteni A-B1, Editura Karl A. Romstorfer, Suceava, 2021, 138 p., cu fotografii, desene, hărți; ISBN 978-606-8698-58-8;
- Biserica „Sfântul Ilie” din Suceava: monografie arheologică, Editura Karl A. Romstorfer, Suceava, 2022, 240 p., cu fotografii, desene, hărți; ISBN 978-606-8698-74-8
- Viorel Chiriță, Daniela Matei, Ion Mareș, Moldovița. Comuna din inima Bucovinei. Capitalul structurant al patrimoniului natural și uman. Studiu monografic, Editura Universității Ștefan cel Mare, Suceava, 2024, 280 p., cu fotografii, desene, hărți; ISBN 978-973-666-799-2.

## Studii publicate în reviste (selectiv)
- Quelques considérations concernant le trône de Lipcani, în Cucuteni aujourd’hui. 110 ans depuis la découverte en 1884 du site eponyme (eds. Gheorghe Dumitroaia și Dan Monah), Centre de recherches sur la civilisation de Cucuteni, Piatra Neamț, 1996, p. 63-68;
- Topoare de aramă din eneolitic, din colecțiile Complexului Muzeal Bucovina, în „Suceava. Anuarul Complexului Muzeal Bucovina”, XXIX-XXX, Editura Istros, 2002-2003, p. 239-265;
- Noi cercetări arheologice de teren în județul Suceava, în „Suceava. Anuarul Complexului Muzeal Bucovina”, XXIX-XXX, 2002-2003, vol. I, Editura Istros, p. 117-226 (Mugur Andronic, Paraschiva-Victoria Batariuc, Florin Hău, Monica Gogu, Bogdan Petru Niculică, Ion Mareș);
- Un topor de lut ars din colecțiile Complexului Muzeal Bucovina, în „Suceava. Anuarul Complexului Muzeal Bucovina”, XXIX-XXX, Editura Istros, 2002-2003, p. 419-421;
- Considerații privind unele topoare de piatră, din epoca bronzului, descoperite în Podișul Sucevei, în „Suceava. Anuarul Complexului Muzeal Bucovina”, XXIX-XXX, 2002-2003, Editura Istros, p. 267-316 (Bogdan Niculică, Vasile Budui, Ion Mareș);
- O locuință Cucuteni B de la Fetești –„La Schit”, jud. Suceava, în „Memoria Antiquitatis”, XXIII, 2004, p. 223-239 (colaborare cu Dumitru Boghian, Sorin Ignătescu, Bogdan Niculică);
- Considerations preliminaires sur les practiques funeraires de la necropole du type Komariv-Bilyi Potik – Costișa D’Adâncata –„Imaș” (dep. de Suceava), în vol. Studia Antiqua et Archaeologica, X-XII, Editura Universității „Alexandru Ioan Cuza”, Iași, 2004-2005, p. 69-86 (colaborare cu Bogdan Niculică, Dumitru Boghian, Sorin Ignătescu);
- Les découvertes de Fetești – La Schit parmi les stastions cucuténiennes du Nord de la Moldavie, în vol. Cucuteni, 120 ans de recherches. Le temps du bilan / 120 Years of Research Time to sum up (edité par Gheorghe Dumitroaia, John Chapman, Olivier Weller, Constantin Preoteasa, Roxana Munteanu, Dorin Nicola, Dan Monah), Bibliotheca Memoriae Antiquitatis, XVI, Piatra – Neamț, 2005, p. 333-352 (colaborare cu Dumitru Boghian, Sorin Ignătescu, Bogdan-Petru Niculică);
- La plastique zoomorphe et anthropomorhe de l'habitat hallstattien ancien de Siret (dép. de Suceava), în vol. Studia Antiqua et Archaeologica, XIII-XIV, Editura Universității „Alexandru Ioan Cuza”, Iași, 2007-2008, p. 81-111 (colaborare cu Attila László, Bogdan Niculică, Mircea Ignat);
- Un dépôt constitué de deux pièces en cuivre, un hache –marteau de type Vidra et un bracelet, découverts dans le village de Lișmănița, la commune Darabani, département de Botoșani, în vol. In medias res praehistoriae, miscelanea in honorem annos LXV peragentis professoris Dan Monah oblata, Editura Universității „Alexandru Ioan Cuza”, Iași, 2009, p. 303-316;
- Un complexe archéologique de l’habitat de la culture Precucuteni III de Ițcani - Ferma 2, Suceava, în vol. Itinera in Praehistoria. Studia in honorem magistri Nicolae Ursulescu quinto et sexagesimo anno (eds. Vasile Cotiugă, Felix Adrian Tencariu, George Bodi), Editura Universității „Alexandru Ioan Cuza”, Iași, 2009, p. 91-106 (colaborare cu Constantin-Emil Ursu, Bogdan-Petru Niculică);
- Clarificări privind confuzia între două lăcașe de cult din Suceava: Biserica „Nașterea Sfântului Ioan Botezătorul” și Biserica „Fetelor (Sfântul Ioan)”, în vol. Crezul istoriei: in honorem prof. univ. dr. Mihai Iacobescu la 75 de ani (coord. Ștefan Purici, Dumitru Vitcu), Editura Junimea, Iași, 2013, p. 135-146;
- Biserica „Sfântul Nicolae” din Suceava. Săpăturile arheologice din 2010 (Ion Mareș, Florin Hău, Ștefan Dejan), în Florin Hău, Studii de arheologie, editor Ion Mareș, Editura Karl A. Romstorfer, Suceava, 2014, p. 243-253;
- Cumpărătura, com. Bosanci, jud. Suceava, Punct: Satul Nemirceni (Florin Hău, Ion Mareș) în vol. Florin Hău, Studii de arheologie, editor Ion Mareș, Editura Karl A. Romstorfer, Suceava, 2014, p. 25-29;
- The foundation ditch of the settlement Cucuteni A-B1 from Adâncata - Dealul Lipovanului, Suceava County. The worship complex „The Goddesses from Adâncata, în vol. Anthropomorphism and symbolic behaviour in the Neolithic and Copper Age communities of South-Eastern Europe, Studies into South-East European Prehistory I (ed. Constantin-Emil Ursu, Stanislav Țerna), Editura „Karl A. Romstorfer”, Suceava, 2014 (Ion Mareș, Constantin Aparaschivei), p. 447-472;
- Statuete antropomorfe descoperite în așezarea aparținând culturii Gáva - Holihrady, grupul Grănicești, de la Siret-Dealul Ruina, jud. Suceava, în SCIVA, 65, 2014, 1-2, p. 95-105;
- Siret-Dealul Ruina (jud. Suceava), în vol. Orbis Praehistoriae. Mircea Petrescu-Dâmbovița - in memoriam (eds. V. Spinei, N. Ursulescu, V. Cotiugă), Editura Universității „Alexandru Ioan Cuza”, Iași, 2015, p. 615-637;
- Date referitoare la Mănăstirea Răchitoasa, din comuna Răchitoasa, județul Bacău, în vol. Miscellanea Historica et Archaelogica in Honorem Vasile Ursachi Octogenarii, (ed. Costin Croitoru și George Dan Hânceanu), Editura Istros, 2015, p. 445-459;
- Două piese de bronz descoperite la Pătrăuți, județul Suceava, în „Suceava. Anuarul Muzeului Bucovinei”, XLIII, Editura „Universității Ștefan cel Mare”, 2016, p. 9-23;
- Măzănăești - un sat dispărut de pe Tazlăul Sărat, în Carpica. Anuarul Complexului Muzeal Iulian Antonescu”, XLV, Bacău, 2016, p. 87-94;
- Un topor celt descoperit la Solca, județul Suceava, în Suceava. Anuarul Muzeului Bucovinei, XLIV, Editura „Universității Ștefan cel Mare”, 2017, p. 29-34.2;
- Throns / Altars of the Cucuteni culture, în Materiality and identity in pre- and protohistoric Europe. Homage to Cornelia-Magda Lazarovici (eds. S. Țurcanu, C.E Ursu), Editura „Karl A. Romstorfer”, Suceava, 2018, p. 346-352;
- Date referitoare la familia Mareș, cu străvechi rădăcini în satele de pe Tazlăul Sărat, județul Bacău, în vol. Episcopul Ioachim Mareș, ctitor de biserici și promotor al culturii creștine 1927-2009, Editura „Horeb”, Huși, 2019, p. 61-73;
- Date noi referitoare la obținerea sării din saramură în eneolitic. Brichetaje descoperite în așezarea Cucuteni A-B1 de la Adâncata - Dealul Lipovanului (jud. Suceava), în SCIVA („Studii și Cercetări de Istorie Veche și Arheologie”), 69, 1-4, 2019, p. 155-176;
- Descoperiri de bronzuri în Bucovina, în „Suceava. Anuarul Muzeului Național al Bucovinei”, XLVII, Editura „Universității Ștefan cel Mare”, 2020, p. 9-18;
- Un depozit de obiecte din bronz descoperit la Pătrăuți, com. Pătrăuți, jud. Suceava, în „Arheologia Moldovei” (Anuarul Institutului de Arheologie Iași), XLIV, 2021, p. 161-178;
- Metalurgia bronzului în Podișul Sucevei - Nistrul Superior: depozitele de bronzuri, în Fontes Perennitatis. Studia in honorem magistri Nicolae Ursulescu octogesimum annum peragentis (eds. Vasile Cotiugă, Felix-Adrian Tencariu, Andrei Asăndulesei), Editura „Cetatea de Scaun”, Târgoviște, 2023, p. 541-574;
- Biserica de lemn „Sfântul Dumitru” de la Horodnic de Sus, în „Bucovina tradiție și modernitate”, anul VII (2023), Vatra Dornei, Editura „Studis”, Iași, 2023, p. 137-157;
- Un portret necunoscut al postelnicului Toader Movilă aflat la Mănăstirea Teodoreni / Pantocrator, din Burdujeni - Suceava, în Buletin Informativ al Simpozionului Național „Rolul Mănăstirii Secu în viața religioasă a Țării Moldovei”, X, Editura „Cetatea Doamnei”, Piatra Neamț, 2024.

## Expoziții - activitate cultural-muzeografică

### Expoziții internaționale
- Unbekanntes Europa-Schätze aus der Bukovina / Europa necunoscută - Comori din Bucovina, la Castelul din Höchstädt, Landul Schwaben, Germania (2007), colaborator;
- Cultura Cucuteni - artă și religie, la Muzeul Gornoslakie din Bytom, Voievodatul Silezia, Polonia (noiembrie 2008 - ianuarie 2009), organizator;
- Cultura Cucuteni - artă și religie, la Muzeul de Stat de Arheologie din Varșovia / Panstwowe Muzeum Archeologiczne Varșovia (16 septembrie 2009 - 14 ianuarie 2010), organizator;
- Steinzeitkunst - Frühe Kulturen aus Rumänien, mai-noiembrie 2008, organizată la Historisches Museum Olten, Elveția, colaborator;
- Cultura Cucuteni, expoziție organizată la Vatican, Palazzo della Cancelaria, Roma, septembrie 2008, colaborator.

### Expoziții naționale
- Artă și spiritualitate în cultura Cucuteni, expoziție națională, Muzeul Bucovinei, Suceava, 14 mai 1998 (organizator);
- Viața pe malurile Dunării acum 5000 de ani / Vivre au bord du Danube il y a 6500 ans, Expoziție româno-franceză 1996-1997, organizată de Muzeul Național de Istorie a României; lucrare colectivă coordonată de Dragomir Popovici și Yanik Rialland; Suceava, 1999 (colaborator);
- Armele în istorie, Expoziție Națională, Suceava, 2000 (colaborator);
- Expoziția Națională Ștefan cel Mare și Sfânt, expoziție națională, Muzeul de Istorie din Suceava, 2004 (colaborator);
- Comunitățile cucuteniene din nord-estul României, Expoziție Națională, Universitatea Ștefan cel Mare, Suceava, octombrie-decembrie 2004 (colaborator);
- Cultura Cucuteni, un fenomen al preistoriei, Expoziție Națională, Suceava, februarie 2005 (organizator);
- Rezultatele inedite ale cercetărilor arheologice efectuate de Complexul Muzeal Bucovina (1990-2005), Suceava, noiembrie – decembrie 2005 (colaborator);
- Cucuteni, un univers inedit, Complexul Muzeal Iulian Antonescu, Bacău, 2006 (colaborator);
- Comorile Tracilor, Expoziție Națională, Muzeul Bucovinei, Suceava, 28 nov. 2007 – 25 ian. 2008 (colaborator);
- Vicii și delicii. Tutunul - iarba dracului, prin timpuri, Suceava, Expoziție Națională, Muzeul Bucovinei, organizată în colaborare cu Muzeul de Istorie și Arheologie din Piatra-Neamț, Casa Memorială Calistrat Hogaș din Piatra-Neamț, Muzeul Etnografic din Piatra-Neamț, Complexul Muzeal Iulian Antonescu din Bacău, Muzeul Județean de Istorie Ștefan cel Mare din Vaslui, Muzeul de istorie Vasile Pârvan din Bârlad, Complexul Muzeal Moldova din Iași, Muzeul Județean de Istorie din Botoșani, Muzeul satului Bucovinean, Casa Memorială Simion Florea Marian, colecții particulare). Au fost expuse peste 300 de piese din perioadele feudală, modernă și contemporană, Suceava, 2012 (organizator);
- Povești scrise în pietre (colaborare cu Universitatea Al. I. Cuza și Complexul Muzeal Moldova, Iași), Iași, 23 august - 20 septembrie, 2013.

### Expoziții permanente
- Proiect muzeotehnic: Muzeul Bucovinei - o clădire de patrimoniu - muzeu pentru mileniul III; proiect de specialitate pentru preistorie, cultura Cucuteni, prima epocă a fierului (Hallstatt), a doua epocă a fierului (Latène), dacii liberi (cultura Poienești, Lipița), migrații / prefeudal (2014-2015);
- Proiect muzeotehnic: Muzeul de Istorie Siret; proiect de specialitate pentru preistorie, cultura Cucuteni, prima epocă a fierului (Hallstatt), a doua epocă a fierului (Latène), dacii liberi (cultura Poienești, Lipița), migrații / prefeudal (2020-2022).

## Granturi
- Grant de tip A, Studiu de identificare și repertoriere a resurselor utile din zona montană a județului Suceava utilizate în preistorie și istorie, finanțat de CNCSIS (MECT) (2001-2003), director D. Boghian, FIG, USV. A se vedea sinteza raportului: Dumitru Boghian, Nicolae Ursulescu, Constantin Catană, Gheorghe Romanescu, Mircea Ignat, Ion Mareș, Vasile Cotiugă, Bogdan Niculică, Sorin Ignătescu, Unele considerații privind identificarea și repertorierea resurselor utile din zona montană a județului Suceava utilizate în preistorie și istorie, în Codrul Cosminului, SN, VIII-IX (18-19), 2002-2003 (2004), p. 135-160;
- Grant de tip A, nr. 30/2004, cod CNCSIS_664, Dimensiunea europeană a civilizației eneolitice de la est de Carpați, director: prof. univ. dr. Nicolae Ursulescu (2004-2006); Ion Mareș, membru.

## Imagini

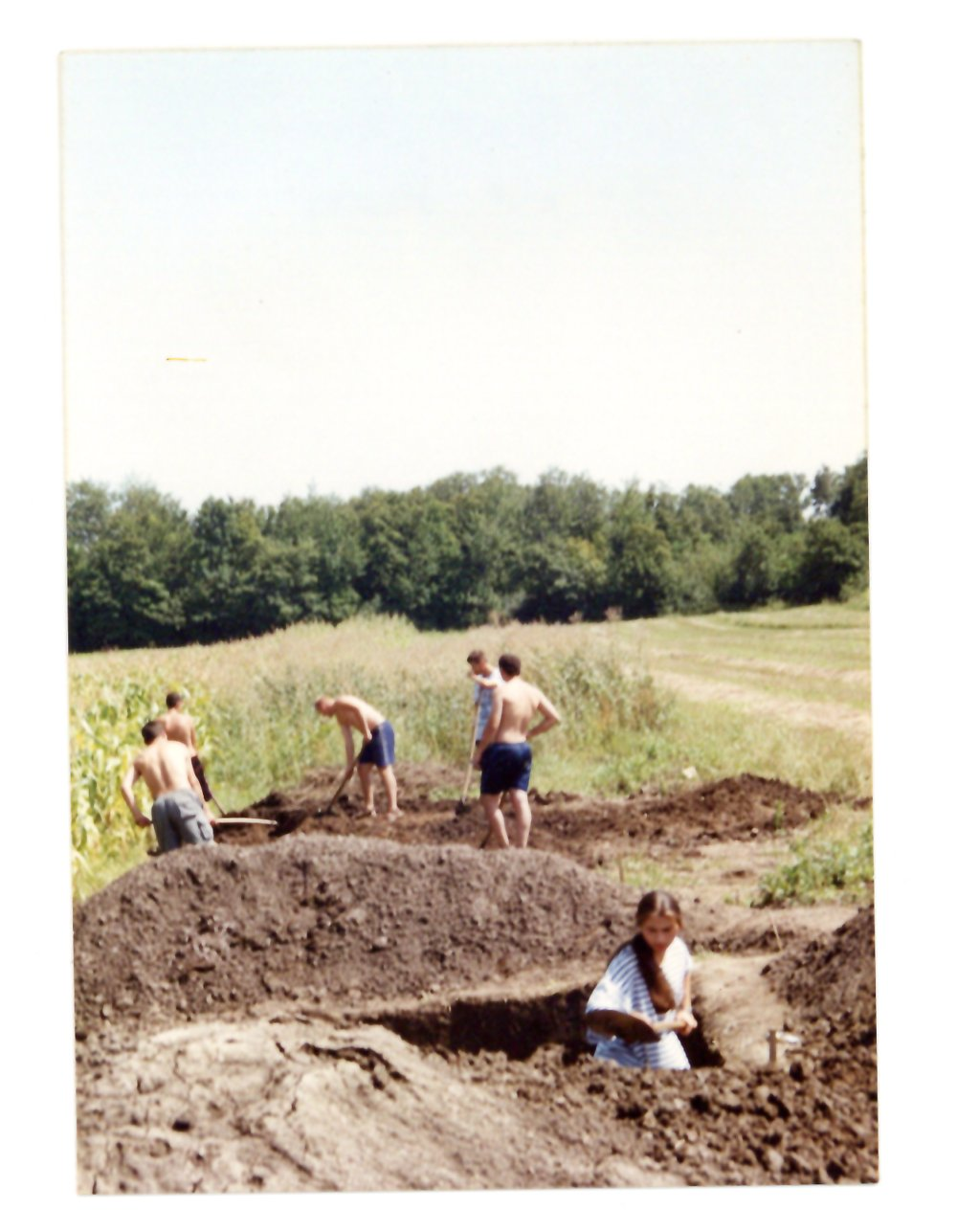
Siret, Dealul Ruina, 2003
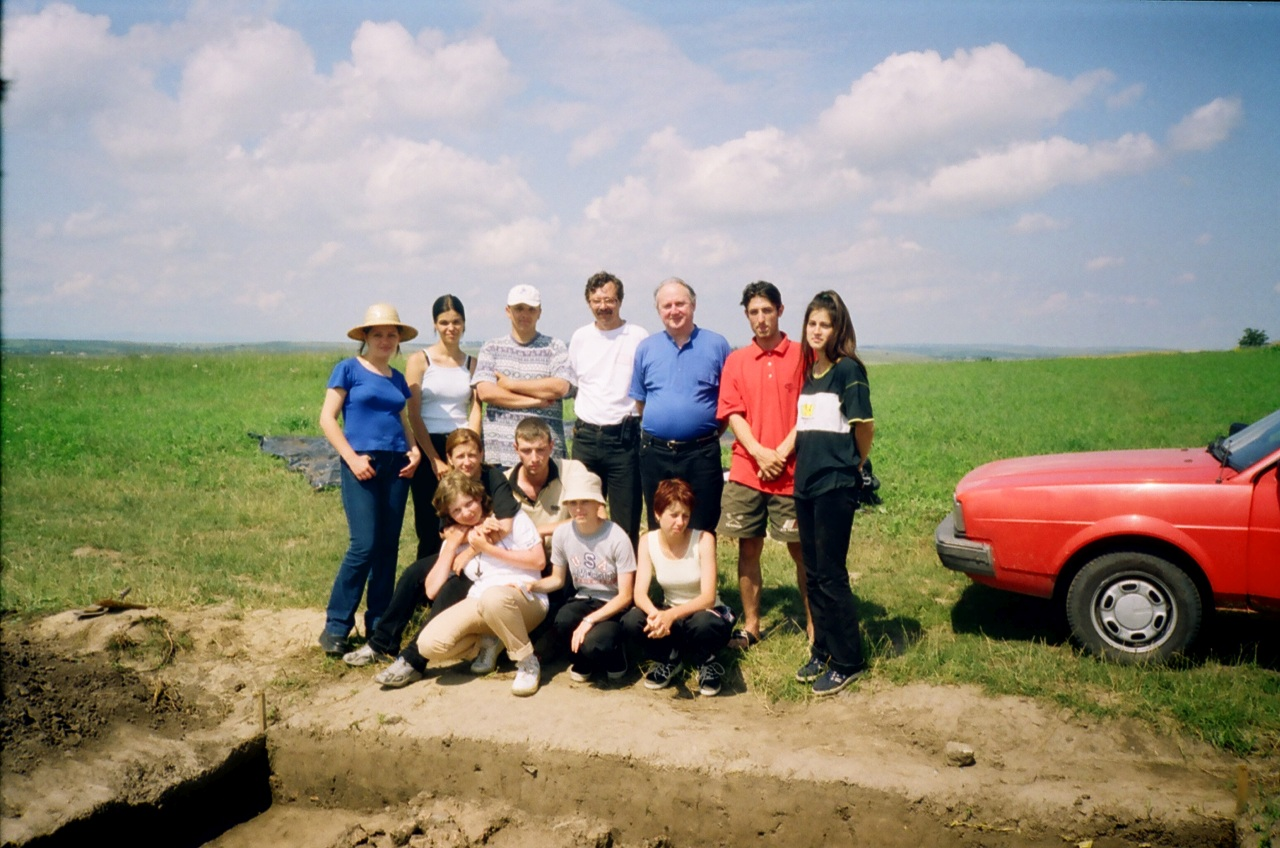
Siret, Dealul Ruina, 2004
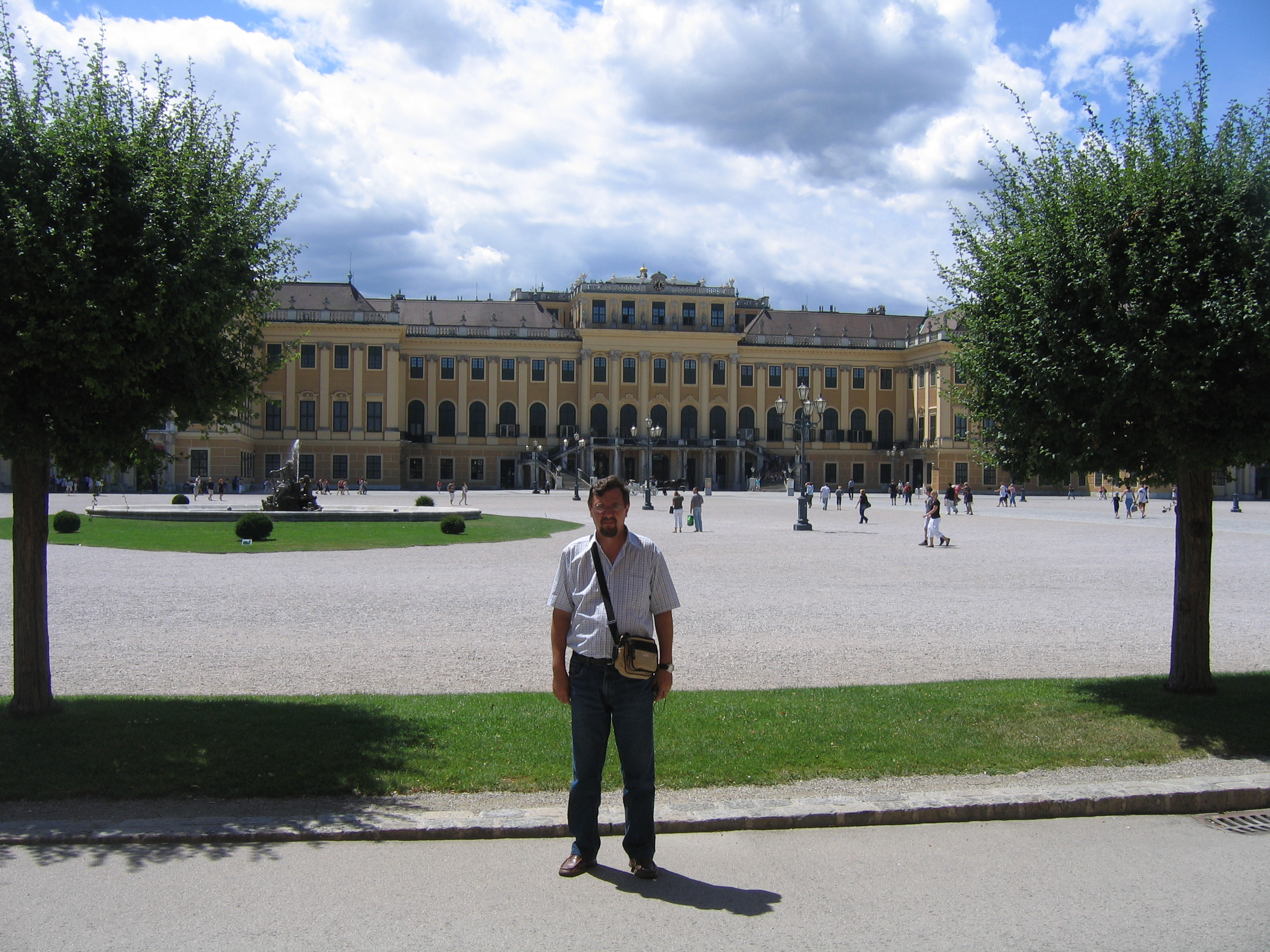
Viena, Schönbrunn, 2007
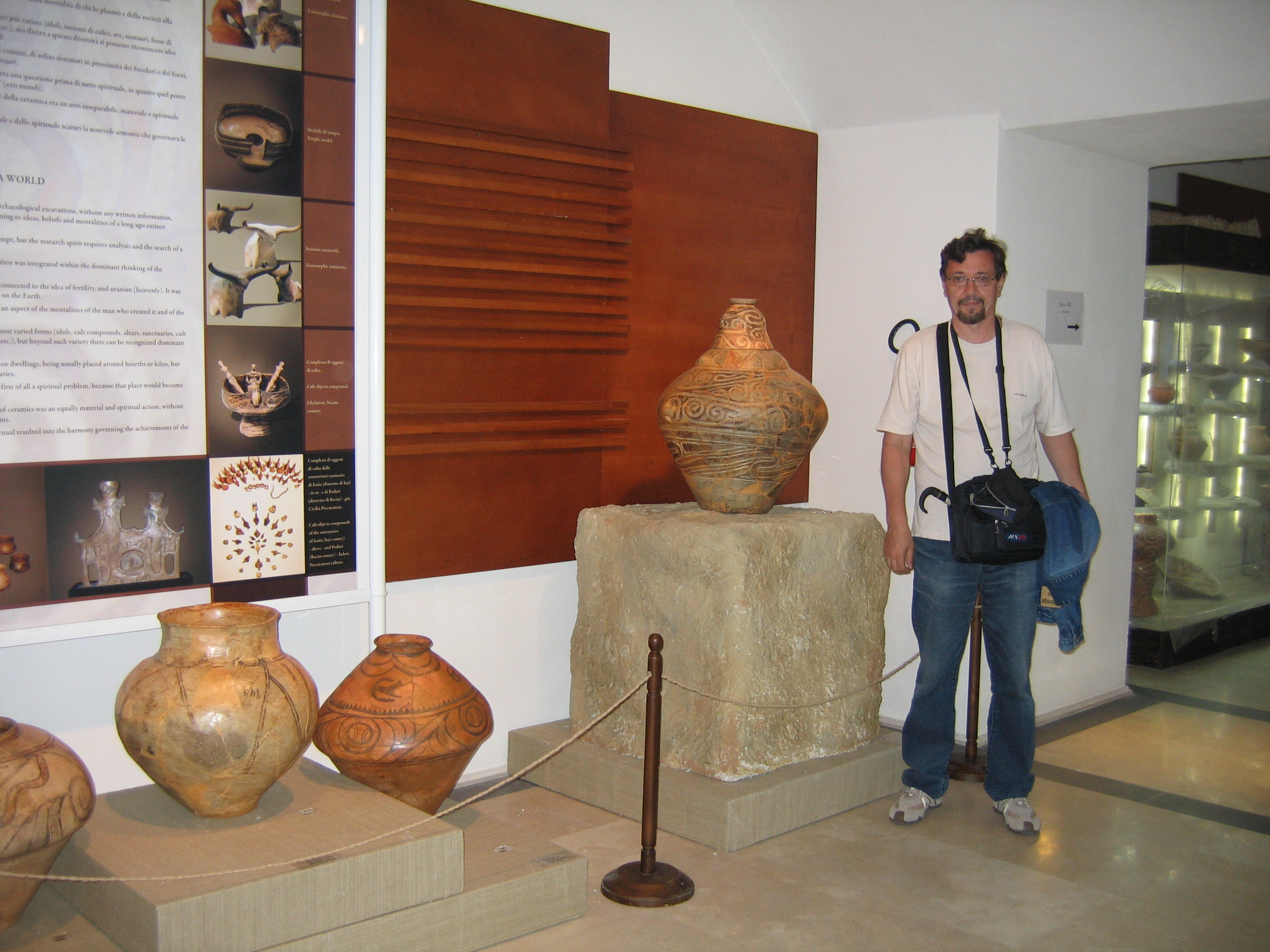
Roma, Palazzo della Cancelaria, 2008
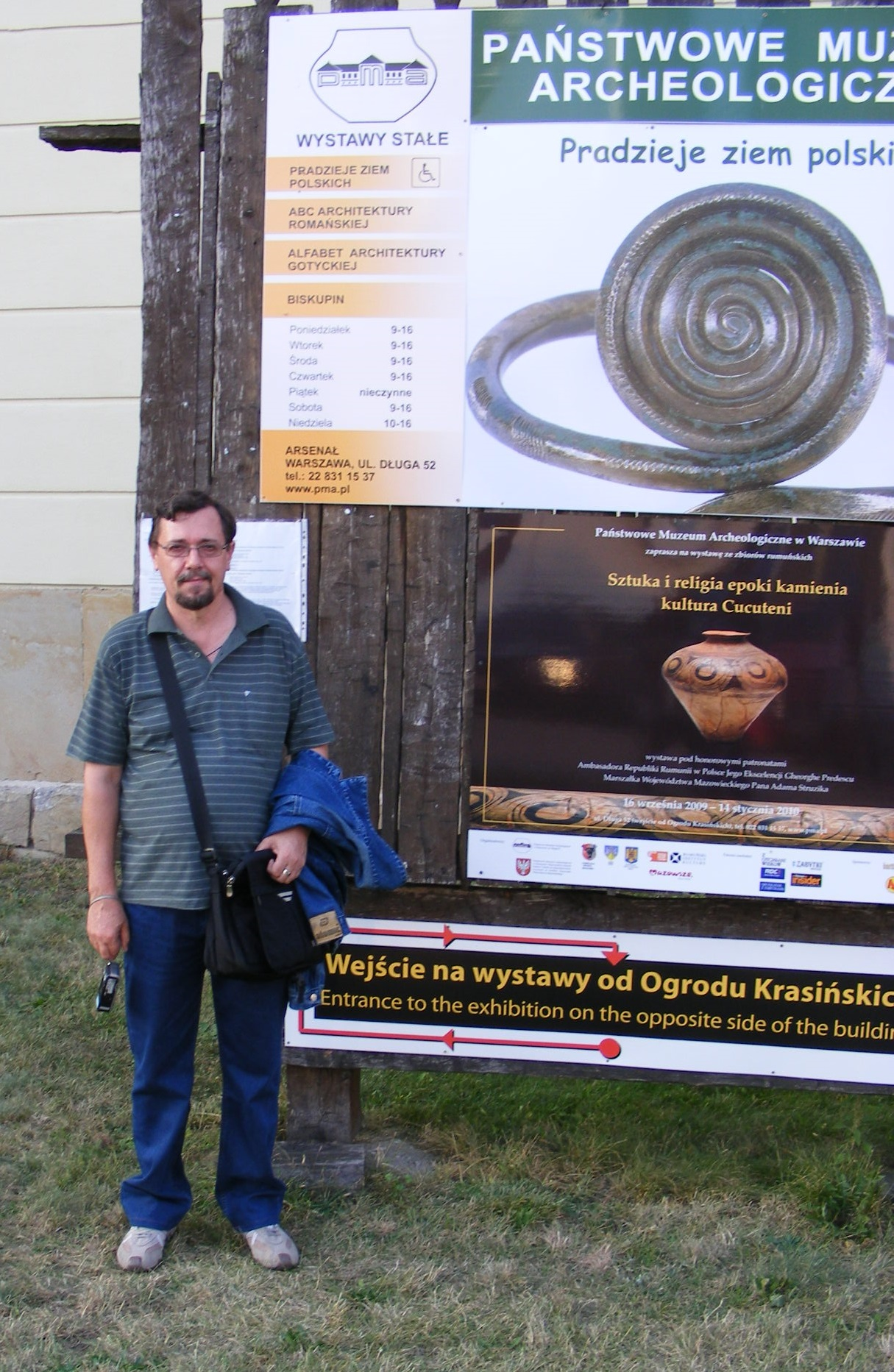
Varșovia, Muzeul de Arheologie, 2009
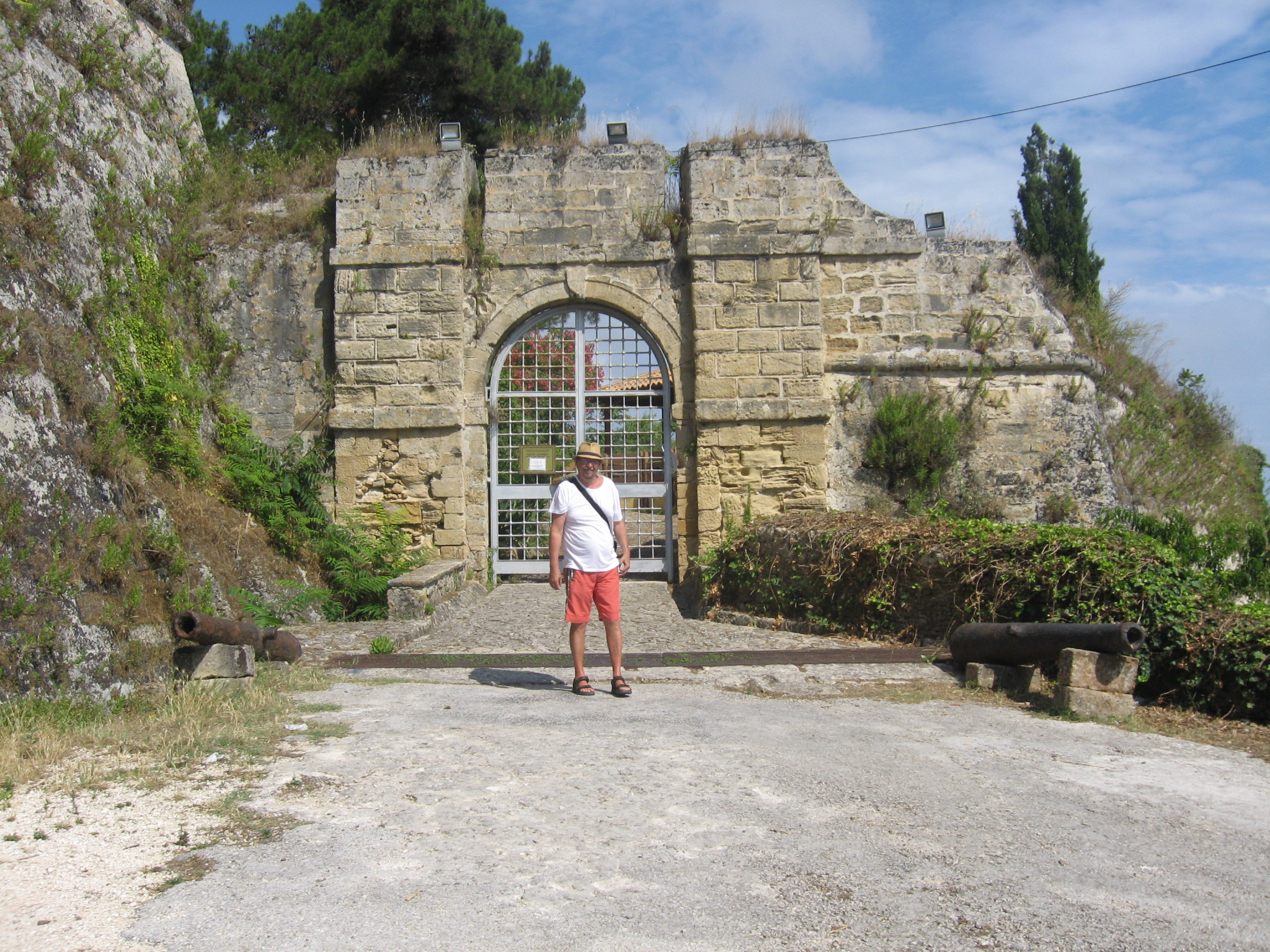
Grecia, Fortul din Zakynthos, 2018
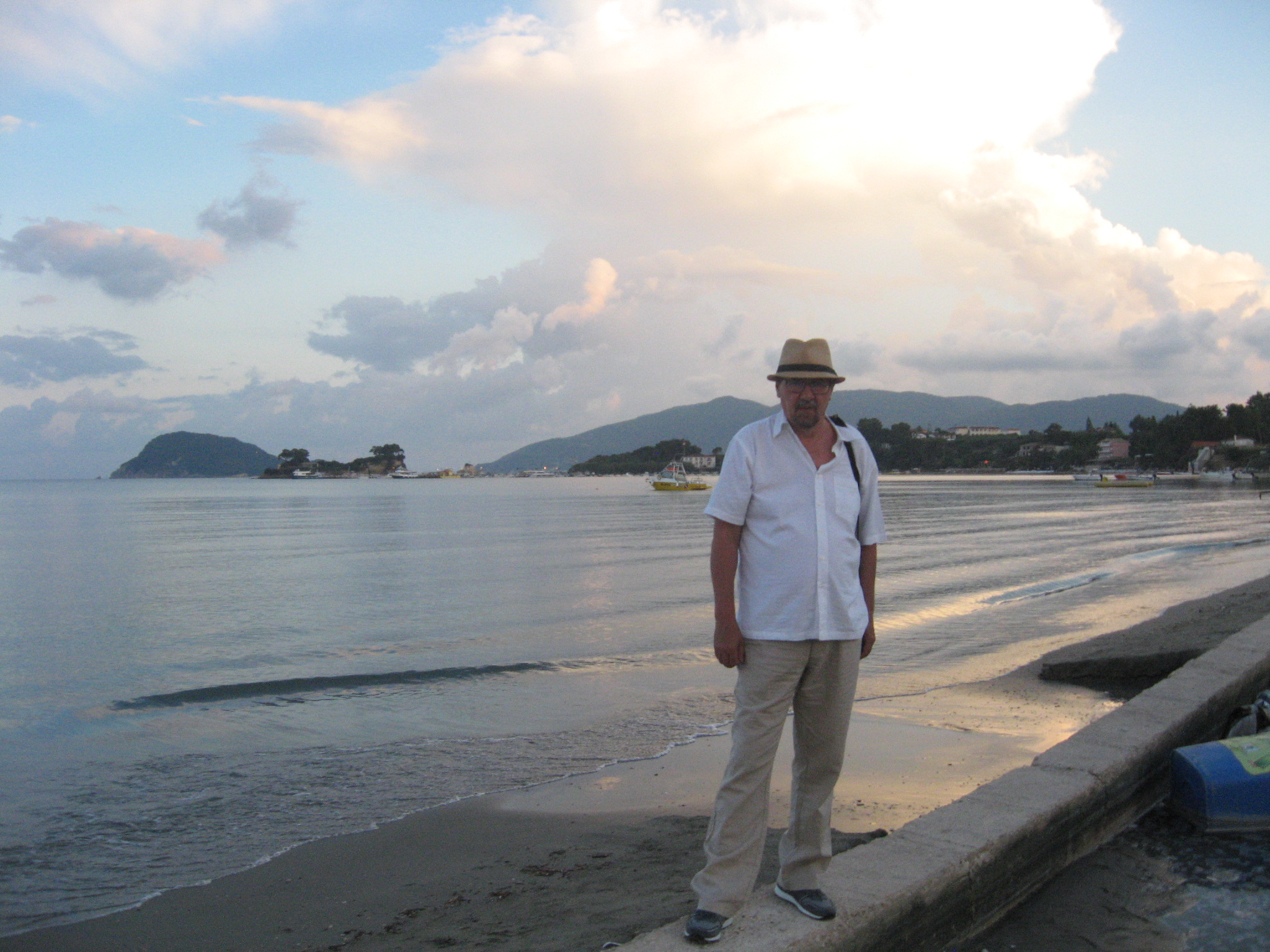
Grecia, Zakynthos, 2018
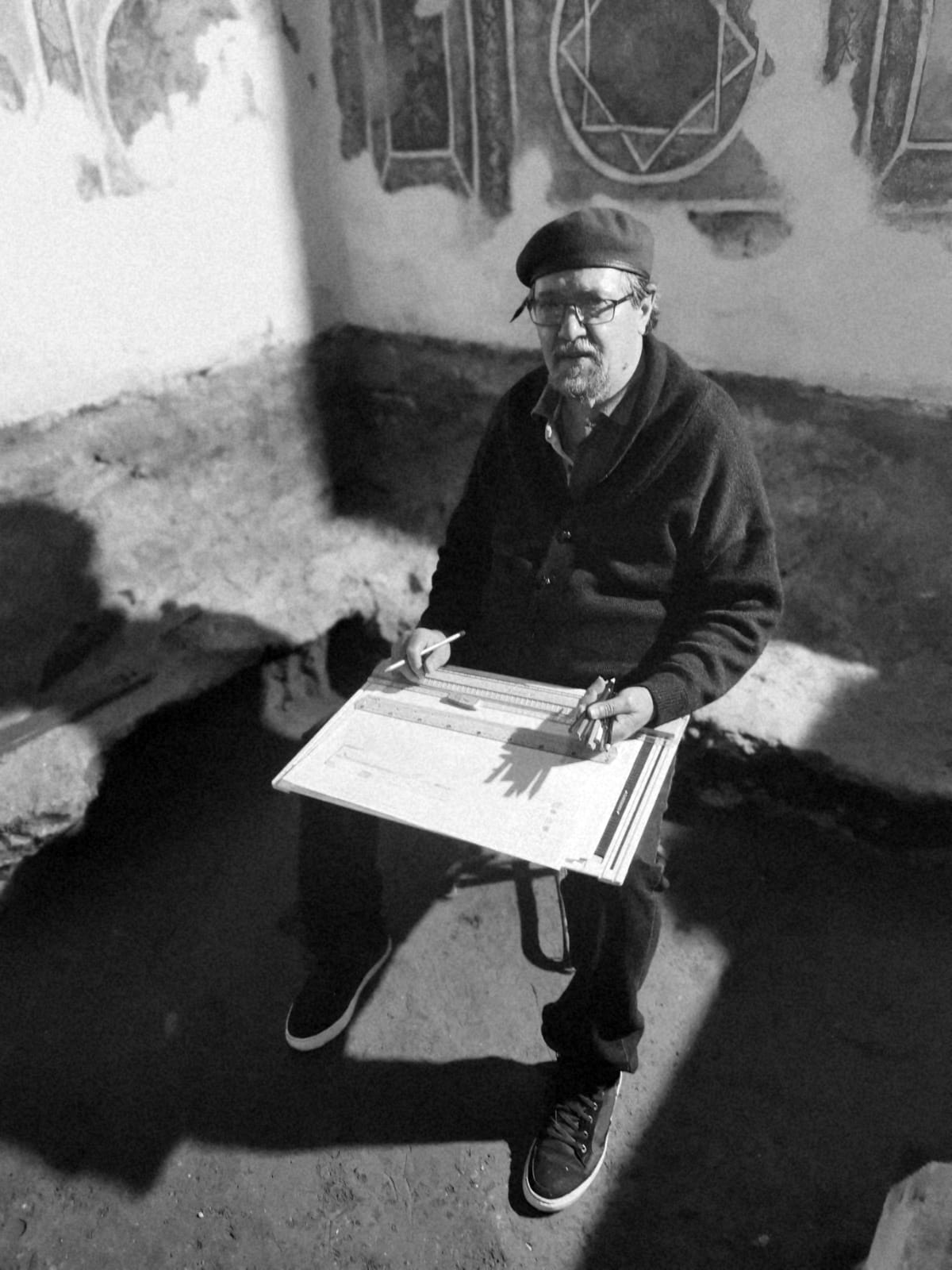
Pătrăuți, Mănăstirea „Înălțarea Sfintei Cruci”, 2020
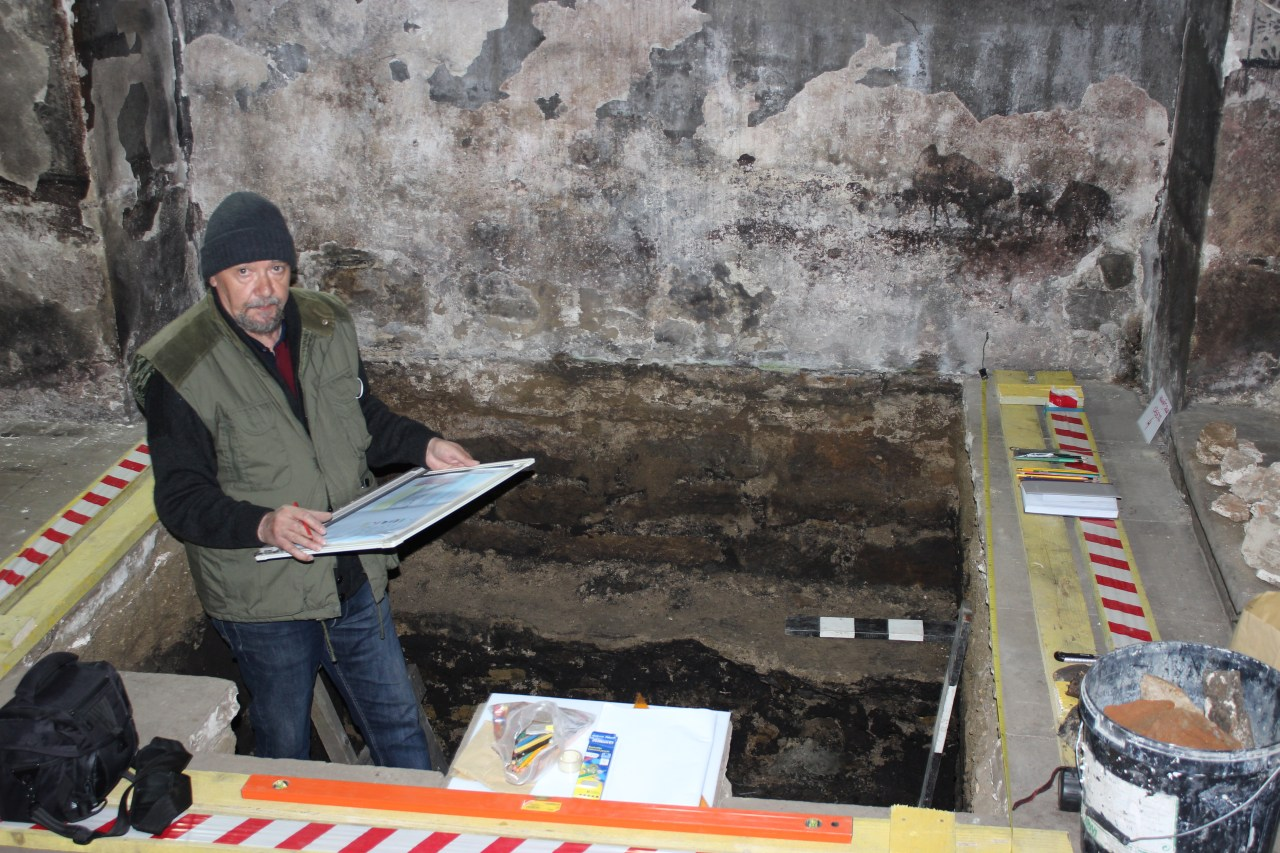
Volovăț, Biserica „Înălțarea Sfintei Cruci”, 2022
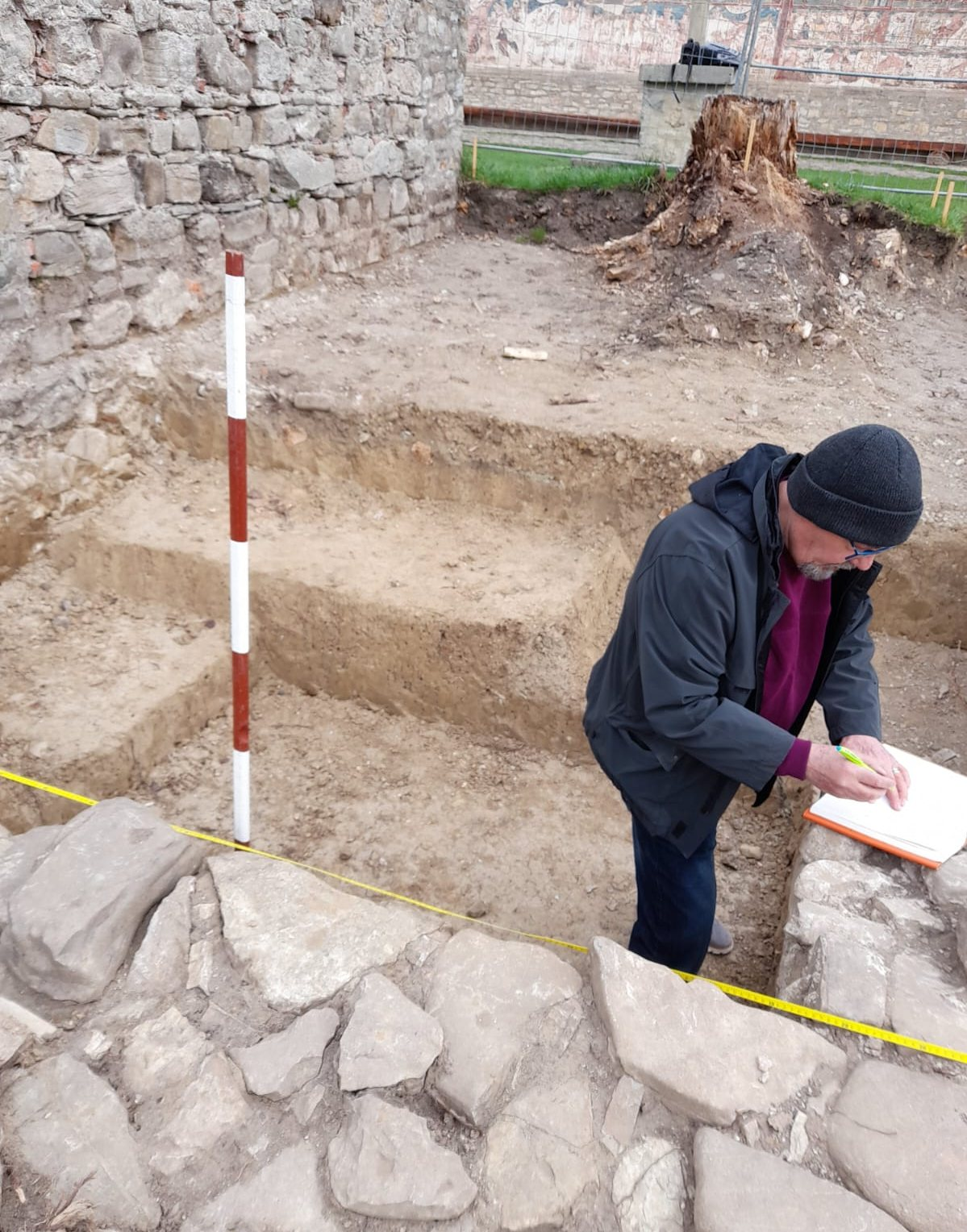
Humor, Mănăstirea Humor, 2023